# Discografie van Rex Gildo

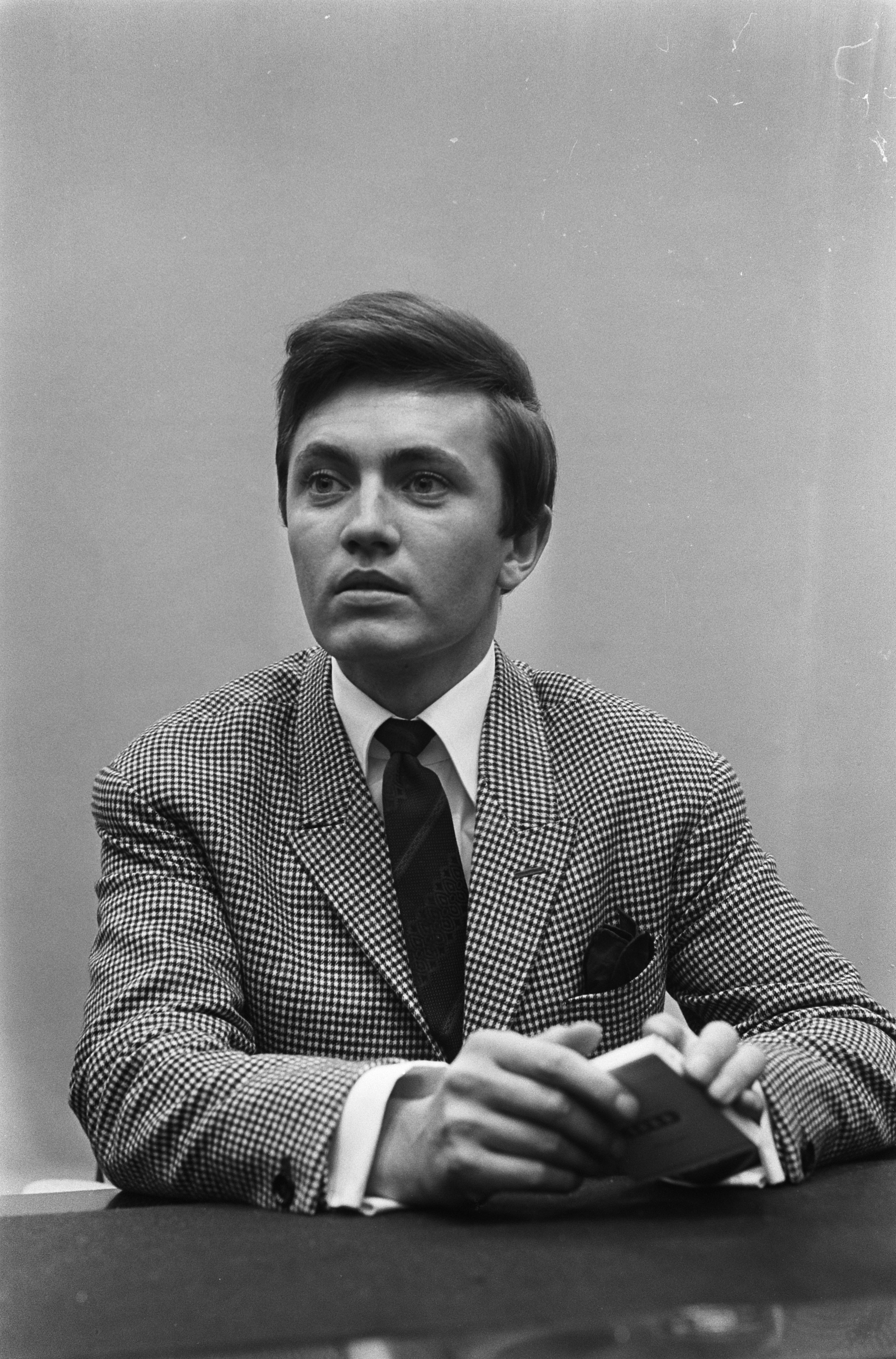
Aankomst van de zanger Rex Gildo op schiphol

Dit artikel beschrijft de discografie van Rex Gildo, een Duitse schlagerzanger. Volgens de bronnen heeft hij tot nu toe meer dan 39 miljoen platen verkocht.

## Albums

### Studioalbums
| Jaar | Titel                                                  | Hitlijstklassering | Hitlijstklassering | Hitlijstklassering | Opmerkingen                       |
| Jaar | Titel                                                  | DE                 | AT                 | CH                 | Opmerkingen                       |
| ---- | ------------------------------------------------------ | ------------------ | ------------------ | ------------------ | --------------------------------- |
| 1966 | Rex Gildo                                              | 13 (4 maanden)     | —                  | —                  | Eerste publicatie: 1966           |
| 1967 | Schlager Rendezvous mit Rex Gildo                      | —                  | —                  | —                  | Eerste publicatie: 1967           |
| 1969 | Rex                                                    | —                  | —                  | —                  | Eerste publicatie: 1969           |
| 1970 | Ich geh’ mit dir                                       | —                  | —                  | —                  | Eerste publicatie: 1970           |
| 1971 | Rex Gildo                                              | —                  | —                  | —                  | Eerste publicatie: 1971           |
| 1972 | Mein Autogramm                                         | —                  | —                  | —                  | Eerste publicatie: 1972           |
| 1973 | Verliebt…                                              | —                  | —                  | —                  | Eerste publicatie: 1973           |
| 1973 | Meine Lieder zur Weihnachtszeit                        | —                  | —                  | —                  | Eerste publicatie: 1973           |
| 1975 | Verliebt in Südamerika                                 | —                  | —                  | —                  | Eerste publicatie: 1975           |
| 1975 | Der letzte Sirtaki – Schlager-Rendezvous mit Rex Gildo | —                  | —                  | —                  | Eerste publicatie: 1975           |
| 1976 | Lieder sind die besten Freunde                         | —                  | —                  | —                  | Eerste publicatie: 1976           |
| 1976 | Nimm’ die Zeit für die Liebe                           | —                  | —                  | —                  | Eerste publicatie: 1976           |
| 1976 | So klingt’s mit Rex                                    | —                  | —                  | —                  | Eerste publicatie: 1976           |
| 1977 | La Fiesta – Rex Gildo in Südamerika                    | —                  | —                  | —                  | Eerste publicatie: 1977           |
| 1977 | Neue Lieder                                            | —                  | —                  | —                  | Eerste publicatie: 1977           |
| 1978 | Komm’ nach haus                                        | —                  | —                  | —                  | Eerste publicatie: 1978           |
| 1980 | Feuer im Wind                                          | —                  | —                  | —                  | Eerste publicatie: 1980           |
| 1980 | Hallo Jamaica                                          | —                  | —                  | —                  | Eerste publicatie: 1980           |
| 1981 | Gestatten, Rex Gildo                                   | —                  | —                  | —                  | Eerste publicatie: 1981           |
| 1982 | Einander versteh’n                                     | —                  | —                  | —                  | Eerste publicatie: 1982           |
| 1989 | Erinnerung an deine Zärtlichkeit                       | —                  | —                  | —                  | Eerste publicatie: 1989           |
| 1994 | Im Namen der Sehnsucht                                 | —                  | —                  | —                  | Eerste publicatie: 1994           |
| 1996 | Gefühle des Lebens                                     | —                  | —                  | —                  | Eerste publicatie: 1 januari 1996 |
| 1997 | Absolute Liebe                                         | —                  | —                  | —                  | Eerste publicatie: 21 juli 1997   |
| 1999 | …sonst gar nichts                                      | —                  | —                  | —                  | Eerste publicatie: 7 april 1999   |

### Compilaties
| - 1977: Das große Star-Portrait - 1988: Rex Gildo ’88 - 1989: Das große deutsche Schlager-Archiv (met Gitte Hænning) - 1990: Nur ein Wort von dir - 1992: Fiesta Rexicana – Seine großen Erfolge - 1993: Gitte & Rex (met Gitte Hænning) - 1994: Meine größten Erfolge - 1995: Das Beste für meine Freunde - 1995: Fiesta Mexicana - 1996: Einfach das Beste - 1999: Dich gibt’s nur einmal - 1999: Party-Mix-Album - 1999: Meine Lieder zur Weihnachtszeit - 2000: Unvergesslich - 2000: Carmen Nebel präsentiert - 2000: Erfolge - 2000: Fiesta | - 2000: Marie, mein letzter Tanz - 2000: Hossa - 2000: Speedy Gonzales - 2000: Wenn es sein muss, kann ich treu sein - 2000: Denk’ an mich in der Ferne - 2002: Remember Rex Gildo - 2002: Zucker fällt vom Himmel - 2004: Was ist schon eine Nacht - 2004: Fiesta, Fiesta - 2005: Schlager & Stars - 2007: Hautnah – die Geschichten meiner Stars - 2009: Dieter Thomas Heck präsentiert: 40 Jahre ZDF Hitparade - 2009: Hasta la vista – das Beste - 2009: Hits & Raritäten - 2011: Lass uns jeden Tag zusammen träumen - 2011: Sexy Rexy - 2014: Best of |

## Singles
| Jaar | Titel Album                                     | Hitlijstklassering | Hitlijstklassering | Hitlijstklassering | Opmerkingen                                                              |
| Jaar | Titel Album                                     | DE                 | AT                 | CH                 | Opmerkingen                                                              |
| ---- | ----------------------------------------------- | ------------------ | ------------------ | ------------------ | ------------------------------------------------------------------------ |
| 1959 | 7 Wochen nach Bombay –                          | 13 (5 maanden)     | —                  | —                  | Eerste publicatie: 1 december 1959                                       |
| 1960 | Yes, My Darling! –                              | 13 (3 maanden)     | —                  | —                  | Eerste publicatie: 1 januari 1960 met Conny Froboess                     |
| 1960 | …und dann fuhren Sie wieder nach Jamaika –      | 45 (2 maanden)     | —                  | —                  | Eerste publicatie: 1 april 1960                                          |
| 1960 | Va Bene –                                       | 6 (5 maanden)      | —                  | —                  | Eerste publicatie: 1 juni 1960                                           |
| 1960 | Das Ende der Liebe –                            | 8 (4 maanden)      | —                  | —                  | Eerste publicatie: 1 november 1960                                       |
| 1961 | Hast du das alles vergessen? –                  | 45 (1 maand)       | —                  | —                  | Eerste publicatie: 1 maart 1961                                          |
| 1961 | Firulin –                                       | 40 (1 maand)       | —                  | —                  | Eerste publicatie: 1 april 1961 met Conny Froboess                       |
| 1961 | Rosina –                                        | 33 (1 maand)       | —                  | —                  | Eerste publicatie: 1 juli 1961                                           |
| 1962 | Geh’ nicht vorbei –                             | 14 (4 maanden)     | —                  | —                  | Eerste publicatie: 1 april 1962                                          |
| 1962 | Speedy Gonzales –                               | 1 (6 maanden)      | —                  | —                  | Eerste publicatie: 1 juni 1962                                           |
| 1963 | Maddalena –                                     | 4 (4 maanden)      | —                  | —                  | Eerste publicatie: 1 januari 1963                                        |
| 1963 | Zwei blaue Vergißmeinnicht –                    | 4 (6 maanden)      | —                  | —                  | Eerste publicatie: 1 maart 1963                                          |
| 1963 | Liebe kälter als Eis –                          | 2 (1 maand)        | —                  | —                  | Eerste publicatie: 1 juni 1963                                           |
| 1963 | Vom Stadtpark die Laternen –                    | 1 (6 maanden)      | —                  | —                  | Eerste publicatie: 1 juli 1963 met Gitte Hænning                         |
| 1963 | Glück gehört dazu (Schloß auf dem Mond) –       | 16 (3 maanden)     | —                  | —                  | Eerste publicatie: 1 december 1963                                       |
| 1964 | Zwei auf einer Bank –                           | 13 (3 maanden)     | —                  | —                  | Eerste publicatie: 1 januari 1964 met Gitte Hænning                      |
| 1964 | Jetzt dreht die Welt sich nur um dich –         | 8 (5 maanden)      | —                  | —                  | Eerste publicatie: 1 april 1964 met Gitte Hænning                        |
| 1964 | Bravo Bambina –                                 | 20 (2 maanden)     | —                  | —                  | Eerste publicatie: 1 juni 1964                                           |
| 1964 | Hokus-Pokus –                                   | 15 (2 maanden)     | —                  | —                  | Eerste publicatie: 1 augustus 1964 met Gitte Hænning                     |
| 1964 | Der Colt steckt immer im Pyjama –               | 18 (3½ maand)      | —                  | —                  | Eerste publicatie: 1 oktober 1964                                        |
| 1965 | Leider, leider –                                | 25 (1½ maand)      | —                  | —                  | Eerste publicatie: 15 februari 1965                                      |
| 1965 | Dein Glück ist mein Glück –                     | 20 (2½ maand)      | —                  | —                  | Eerste publicatie: 1 maart 1965 met Gitte Hænning                        |
| 1965 | Wenn es sein muß, kann ich treu sein –          | 11 (3½ maand)      | —                  | —                  | Eerste publicatie: 1 juli 1965                                           |
| 1965 | Sweet Hawaii –                                  | 33 (½ maand)       | —                  | —                  | Eerste publicatie: 15 augustus 1965 met Gitte Hænning                    |
| 1965 | Chim-Chim-Cheri –                               | 17 (2 maanden)     | —                  | —                  | Eerste publicatie: 15 november 1965 Duitse versie van Chim Chim Cher-ee  |
| 1966 | Rosen brauchen Sonnenschein –                   | 22 (1 maand)       | —                  | —                  | Eerste publicatie: 1 augustus 1966                                       |
| 1966 | Augen wie zwei Sterne –                         | 12 (3 maanden)     | —                  | —                  | Eerste publicatie: 15 oktober 1966                                       |
| 1967 | Ein Ring aus Gold –                             | 20 (3½ maand)      | —                  | —                  | Eerste publicatie: 1 maart 1967                                          |
| 1967 | Sommerblau –                                    | 22 (1½ maand)      | —                  | —                  | Eerste publicatie: 1 juli 1967                                           |
| 1967 | Der Mond hat seine Schuldigkeit getan –         | 17 (1½ maand)      | —                  | —                  | Eerste publicatie: 1 september 1967                                      |
| 1968 | Wer das verbietet –                             | 35 (1½ maand)      | —                  | —                  | Eerste publicatie: 15 juli 1968                                          |
| 1968 | Dondolo –                                       | 10 (3½ maand)      | —                  | —                  | Eerste publicatie: 15 december 1968                                      |
| 1969 | Tschitti tschitti bäng bäng –                   | 32 (½ maand)       | 15 (2 maanden)     | —                  | Eerste publicatie: 15 april 1969                                         |
| 1970 | Love a Little Bit (Melinda) –                   | 25 (3½ maand)      | —                  | —                  | Eerste publicatie: 1 februari 1970                                       |
| 1970 | Keine Macht auf Erden –                         | 31 (1 maand)       | —                  | —                  | Eerste publicatie: 1 juli 1970                                           |
| 1970 | Hast du Angst vor der Liebe –                   | 32 (1 maand)       | —                  | —                  | Eerste publicatie: 21 december 1970                                      |
| 1971 | Memories –                                      | 15 (14 weken)      | —                  | —                  | Eerste publicatie: 24 mei 1971                                           |
| 1972 | Tausend und eine Nacht –                        | 49 (2 weken)       | —                  | —                  | Eerste publicatie: 24 april 1972                                         |
| 1972 | Dunja / Darling –                               | 43 (2 weken)       | —                  | —                  | Eerste publicatie: 10 juli 1972                                          |
| 1972 | Fiesta Mexicana –                               | 5 (29 weken)       | —                  | —                  | Eerste publicatie: september 1972                                        |
| 1973 | Hasta la vista (schönes Mädchen, weine nicht) – | 39 (7 weken)       | —                  | —                  | Eerste publicatie: 30 april 1973                                         |
| 1973 | Der Sommer ist vorbei –                         | 15 (17 weken)      | —                  | —                  | Eerste publicatie: 12 november 1973                                      |
| 1974 | Mary-Ann Good-Bye –                             | 23 (6 weken)       | —                  | —                  | Eerste publicatie: 4 maart 1974                                          |
| 1974 | Marie, der letzte Tanz ist nur für dich –       | 6 (21 weken)       | 17 (2 maanden)     | —                  | Eerste publicatie: 23 september 1974                                     |
| 1975 | Schließ die Augen, wenn du glücklich bist –     | 46 (4 weken)       | —                  | —                  | Eerste publicatie: 28 april 1975                                         |
| 1975 | Der letzte Sirtaki –                            | 9 (11 weken)       | —                  | —                  | Eerste publicatie: 1 september 1975                                      |
| 1976 | Tu es noch einmal –                             | 49 (1 week)        | —                  | —                  | Eerste publicatie: 10 mei 1976                                           |
| 1976 | Küsse von dir –                                 | 27 (10 weken)      | —                  | —                  | Eerste publicatie: 24 mei 1976 Duitse versie van Save your kisses for me |
| 1981 | Wenn ich je deine Liebe verlier’ –              | 18 (24 weken)      | —                  | —                  | Eerste publicatie: 22 juni 1981                                          |
| 1981 | Laß mich dich noch einmal spür’n –              | 64 (2 weken)       | —                  | —                  | Eerste publicatie: 30 november 1981                                      |
| 1982 | Wenn du mich brauchst –                         | 26 (21 weken)      | —                  | —                  | Eerste publicatie: 3 mei 1982                                            |
| 1983 | Und sie hieß Julie –                            | 62 (4 weken)       | —                  | —                  | Eerste publicatie: 27 juni 1983                                          |
| 1991 | Andrea –                                        | 74 (10 weken)      | —                  | —                  | Eerste publicatie: 8 juli 1991                                           |

Verdere singles
| - 1958: Rexy zähl’ auf mich (Rex Gildo en de Teenager-Club) - 1959: Denk an mich in der Ferne - 1960: Sag mir, was du denkst (met Conny Froboess & Peter Kraus) - 1960: Lippenstift am Jackett (met Conny Froboess) - 1961: Eine Story ohne Happy-End - 1963: Schloß auf dem Mond - 1964: Wenn Verliebte abends bummeln geh’n (met Gitte Hænning) - 1965: Nie hast du gefragt - 1965: Mit ’nem Teelöffel Zucker - 1965: Silberglocken läuten - 1967: Comme ci comme ça - 1967: Wer dich kennt der muß dich lieben - 1967: Man muß auch mal verlieren können - 1969: Das große Spiel - 1971: Borriquito - 1973: Weihnacht im Schnee - 1976: Ein Fest für Luzifers Freunde - 1977: Eviva el amor - 1977: Hochzeit in Athen - 1978: Love Is in the Air - 1978: Sally komm wieder - 1978: Die Liebe, die der Wein gemacht - 1980: Holly-Ho Havana - 1980: La Bandida - 1982: Wenn du nicht mehr da bist | - 1983: Und plötzlich ist es wieder da - 1984: Dir fehlt Liebe - 1985: Mamma mia - 1985: Du ich lieb’ dich - 1986: Torero (er bringt ihr spanische Rosen) - 1986: Was ist schon eine Nacht - 1987: Eine Nacht in Venedig - 1988: Für mich wirst du ein neuer Anfang sein - 1988: Wenn Madlena weint - 1989: Mexikanische Nacht - 1989: Copacabana - 1990: Darling, bei dir ist es immer so schön - 1991: Margarita - 1991: Unvergesslich - 1992: Verrückt, verliebt und atemlos - 1992: Toujours amour - 1994: Das mit uns, das könnt’ was werden - 1995: Fiesta Mexicana ’95 (Tekkno Heart feat. Rex Gildo) - 1997: Vaya con dios - 1999: Du bist mein Wunder - 1999: Hossa! Megamix - 1999: Nur du und sonst gar nichts - 2000: San Sebastian - 2000: Fräulein, pardon |

## Boxsets
- 1999: 2 CD Box

## Statistiek

### Evaluatie
|                         | DE | AT | CH |
| ----------------------- | -- | -- | -- |
| Nummer 1-albums         | —  | —  | —  |
| Top 10-albums           | —  | —  | —  |
| Albums in de hitlijsten | 1  | —  | —  |

|                          | DE | AT | CH |
| ------------------------ | -- | -- | -- |
| Nummer 1-singles         | 2  | —  | —  |
| Top 10-singles           | 12 | —  | —  |
| Singles in de hitlijsten | 54 | 2  | —  |